# Vadstena, Söderköpings, Skänninge och Gränna valkrets
Vadstena, Skänninge, Söderköpings och Gränna valkrets var vid riksdagsvalen till andra kammaren 1866–1878 en egen valkrets med ett mandat. Valkretsen omfattade städerna Vadstena, Skänninge, Söderköping och Gränna. I samband med att Motala fick stadsrättigheter utökades valkretsen inför valet 1881 till Vadstena, Skänninge, Söderköpings, Motala och Gränna valkrets.

## Riksdagsmän
- Pehr Blidberg (1867–1869)
- Johan Gustaf Granlund (1870–1881)